# Intermezzo iraniano
La locuzione intermezzo iraniano, o rinascimento persiano, rappresenta un periodo storico che ha visto l'ascesa di varie dinastie musulmane native iraniche nell'altopiano iranico, dopo il VII secolo, con la conquista islamica dell'Iran e la caduta dell'impero sasanide. Il termine è degno di nota poiché è stato un interludio tra il declino del califfato abbaside e del potere degli arabi e il "revival sunnita" con l'emergere, nell'XI secolo, dei turchi selgiuchidi. Il risveglio iraniano consisteva nel sostegno iraniano basato sul territorio e, soprattutto, in uno spirito e una cultura rianimati da un nazionalismo iraniano in forma islamica. Le dinastie e le entità iraniane che componevano l'Intermezzo iraniano erano i Tahiridi, i Saffaridi, i Sagidi, i Samanidi, gli Ziyaridi, i Buyidi e i Sallaridi.
Secondo lo storico Alison Vacca, l'intermezzo iraniano "in realtà includeva un certo numero di altre dinastie minori iraniane, principalmente curdi, nelle ex province califfali di Armenia, Albania e Azerbaigian iraniano". Secondo Vacca queste erano Rawadidi, Marwanidi e Shaddadidi. Lo storico Clifford Edmund Bosworth, nella seconda edizione della Encyclopedia of Islam, sostiene che Minorsky considera i Rawadidi come fioriti nel periodo dell'intermezzo iraniano.

## Dinastie islamiche iraniane

### Tahiridi (821–873)
I Tahiridi, (Persiano: سلسله طاهریان) erano una dinastia iraniana che governava la parte nord-orientale della Grande Persia, nella regione del Khorasan (composta da parti degli attuali Iran, Afghanistan, Tagikistan, Turkmenistan e Uzbekistan). La capitale tahiride si trovava a Nishapur.

### Saffarids (861–1003)
I Saffaridi (in persiano سلسله صفاریان‎), erano una dinastia iraniana che regnò sul Sistan (861–1003), una regione storica nell'Iran sud-orientale e nell'Afghanistan sud-occidentale. La loro capitale era Zaranj.

### Sagidi (889–929)
I Sagidi (in persiano ساجیان‎), erano una dinastia islamica che regno dal 889–890 fino al 929. Regnarono sull'Azerbaigian e parte dell'Armenia, prima da Maragheh e Barda e poi da Ardabil. Provenivano dalla provincia di Ushrusana, in Asia centrale, ed erano di origine iraniana (Sogdiani).

### Samanidi (875/819–999)
I Samanidi (in persiano سلسلهٔ سامانیان‎), noti anche come Impero samanide (819–999) (in persiano سامانیان‎ Sāmāniyān) furono una dinastia imperiale in Asia centrale e nel Grande Khorasan, che prese il nome dal suo fondatore, Saman Khuda, che si convertì all'Islam sunnita nonostante provenisse da una famiglia della nobiltà teocratica zoroastriana.
Con le loro radici che affondano nella città di Balkh (nell'attuale Afghanistan), i Samanidi promossero le arti, dando origine al progresso della scienza e della letteratura, e quindi attrassero studiosi come Rudaki e Avicenna. Mentre era sotto il controllo dei Samanidi, Bukhara era una rivale di Baghdad nella sua gloria. Gli studiosi notano che i Samanidi fecero rivivere il persiano più dei Buyidi e dei Saffaridi, pur continuando a patrocinare l'arabo in misura significativa. Tuttavia, in un famoso editto, le autorità samanidi dichiararono che "qui, in questa regione, la lingua è persiana, e i re di questo regno sono re persiani".

### Ziyaridi (930–1090)
Gli Ziyaridi (in persiano زیاریان‎) erano una dinastia iraniana di lingua gilaki che regnò sul Tabaristan dal 930 al 1090. Nella sua massima estensione, governò gran parte dell'Iran odierno, occidentale e settentrionale.

### Buyidi (934–1062)

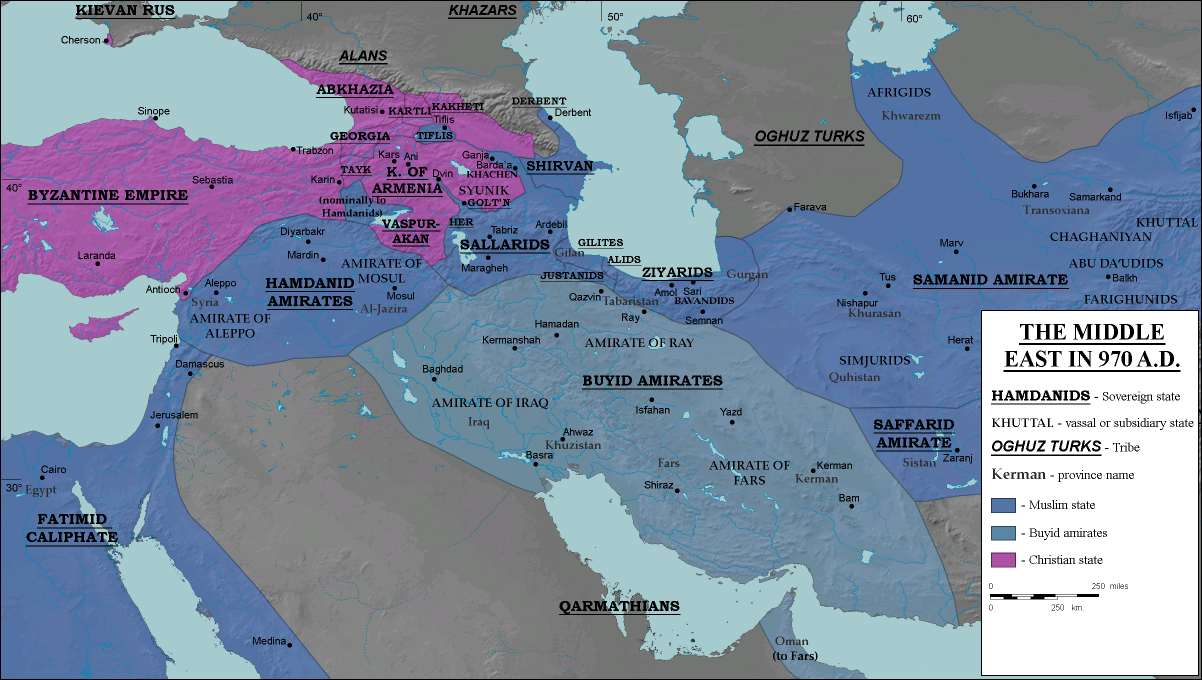
Asia del sud-ovest – c. 970

I Buyidi, noti anche come Impero buyide erano persiani di lingua caspica originari del Daylam. Fondarono una confederazione che controllava la maggior parte dell'Iran e dell'Iraq odierni nel X e nell'XI secolo.
In effetti, come iraniani dailamiti, i Būyidi fecero rivivere consapevolmente i simboli e le pratiche della dinastia sasanide persiana. Infatti, a partire da 'Adud al-Daula usarono l'antico titolo sasanide di Shāhanshāh (persiano: شاهنشاه), che letteralmente significa re dei re.

### Sallaridi (942–979)
I Sallaridi (noti anche come Musafiridi o Langaridi) erano una dinastia persiana islamica nota principalmente per il suo dominio dell'Azerbaigian iraniano, dell'Azerbaigian e di una parte dell'Armenia dal 942 al 979.